# NEXT 未来のために
『NEXT 未来のために』（ネクスト みらいのために）は、NHK総合テレビジョンの教養ドキュメンタリー番組である。

## 概要
2014年年末から2015年正月にかけて特別番組として2本放送されたのち、2015年4月の改編から本格的にスタートした。同番組では、人、家族、地域、企業、社会、国、世界、地球といった様々な課題と向き合いながら、未来を切り拓こうとする様々な取り組みを、自由、かつ大胆で志の高いドキュメンタリーとして浮き彫りにする。
基本的には、2014年度で終了した『地方発 ドキュメンタリー』の流れを生かしているが、従前の地方各局発のものの他にNHK放送センター（東京の本部）が制作したものも放送されていた。

## 放送日時（レギュラー放送）
- 2015年度（2015年4月16日〔4月15日深夜〕から2016年3月31日〔3月30日深夜〕まで）
毎週木曜（水曜深夜）0:10 - 0:40（ミッドナイトチャンネル水曜第1枠）
- 2016年度（2016年4月9日から2017年3月11日まで）
  - 本放送[注釈 1]：毎週土曜 17:30 - 18:00
  - 再放送：翌週火曜（月曜深夜）1:30 - 2:00

## 取り上げた内容
- P（回数）=パイロット版
- SP=「NEXTスペシャル」として放送
- レギュラー放送の放送日は、タイムテーブル上の日付（実際の日付はこの翌日）

| 放送回    | タイトル                                               | 初回放送日      | 製作局                | ナレーター                       | 備考 |
| --------- | ------------------------------------------------------ | --------------- | --------------------- | -------------------------------- | --- |
| P1        | 走れ 泣くのはやめて シリア人難民キャンプ               | 2014年 12月24日 | 放送センター （東京） | 宮﨑あおい                       | 22:55 - 23:20放送 |
| P2        | 笑う 過疎の島で 瀬戸内海 男木島                        | 2015年 1月4日   | 広島局                | 宮﨑あおい                       | 23:30 - 24:00放送 |
| SP （P3） | “死の宣告”と闘う女性たち 〜名誉殺人の闇〜              | 3月31日         | 放送センター          | 吉田羊                           | 22:00 - 22:50放送 出演・マララ・ユスフザイ（2014年度ノーベル平和賞受賞者）                                                                                                  |
| SP （P4） | 戦火の故郷〜ウクライナ 避難家族の決断〜                | 4月7日          | 放送センター          | 渡邊佐和子（放送C）              | 22:00 - 22:50放送 |
| 1         | チームパンダ 絶滅危惧種を育てる                        | 4月15日         | 和歌山局              | 松下奈緒                         | この回よりレギュラー放送 |
| 2         | 18歳 旅立ちのとき 被災地 ある家族の春                  | 4月22日         | 仙台局                | 小池栄子                         | |
| 3         | 対話は何を生んだのか 福知山線事故10年                  | 4月29日         | 大阪局                | ミムラ                           | 安倍晋三首相のアメリカ合衆国議会演説のため、当初は1:00 - 1:30の放送となっていたが、延長となり1:30 - 2:00に再変更された                                                      |
| 4         | 小さき命のバトン                                       | 5月6日          | 熊本局                | 鹿島綾乃（放送C）                | |
| 5         | 献花のその先に 川崎 中1男子殺害事件                    | 5月13日         | 放送センター          | 長山藍子                         | |
| 6         | “野生牛”にかける〜北海道 畜産農家の挑戦〜              | 5月20日         | 札幌局                | 杉本哲太                         | |
| 7         | 一人では生きられないから 札幌 生活困窮者支援の現場     | 5月27日         | 札幌局                | 糸井羊司（札幌）                 | |
| 8         | アメリカ発 新産業革命の衝撃！岐路に立つ日本の製造業    | 6月3日          | 放送センター          | 豊原謙二郎（仙台）               | |
| 9         | おっちゃんは君らの未来をあきらめへん                   | 6月10日         | 京都局                | 小雪                             | |
| 10        | 父の言葉 闘う息子 プロボクサー・村田諒太               | 6月17日         | 放送センター          | 宮迫博之                         | |
| 11        | 決裂の裏側で 核兵器禁止条約と一人の外交官              | 6月24日         | 広島局                | 滑川和男（広島）                 | |
| 12        | 戦いは終わらない なでしこW杯後の再出発                 | 7月15日         | 放送センター          | 合原明子（放送C）                | |
| 13        | ぼくらの教室 東大・異才発掘プロジェクト                | 7月22日         | 放送センター          | 坂本慶介                         | |
| 14        | 虐殺の町で生きる スレブレニツァ 母たちの20年           | 7月29日         | 放送センター          | 中川緑（放送C）                  | |
| 15        | ヒロシマに生まれて 被爆者と高校生たち                  | 8月5日          | 広島局                | 滑川和男（広島）                 | |
| SP        | 愛しい我が子が誘拐された〜中国“行方不明児20万人”の衝撃 | 8月22日         | 放送センター          | 國村隼                           | 22:00 - 22:50放送 |
| 16        | 日航機墜落事故から30年                                 | 8月26日         | 放送センター          | 藤本隆宏                         | |
| 17        | 最後まで向き合う〜元電機メーカー・技術者の覚悟〜       | 9月2日          | 放送センター          | 木村多江                         | |
| 18        | “一回生”つんく♂ 絶望からの再出発                       | 9月9日 →9月13日 | 放送センター          | 久保田祐佳（放送C）              | 栃木県の集中豪雨被害のため、一度0:30 - 1:00に延期することを決めていたが、特別警報となったため休止し、13日 13:05 - 13:35に変更した                                           |
| 19        | シリーズ大阪中1殺害事件（1）子どもたちの世界に何が     | 9月23日         | 大阪局                | 登坂淳一（大阪） ※レポーター兼任 | |
| 20        | シリーズ大阪中1殺害事件（2）防犯カメラは問いかける     | 9月30日         | 大阪局                | 兼清麻美（放送C）                | |
| 21        | 密着・ヒューマノイド世界大会                           | 10月15日        | 放送センター          | 中山準之助（放送C）              | 本来は9月17日放送予定だったが、第2次安倍改造内閣組閣に伴う報道記者会見放送などがあったため4週延期                                                                           |
| 22        | 会えるはずなかった 私の子供へ                          | 10月20日        | 放送センター          | 清野菜名                         | 出演：牧村朝子、スプツニ子!、長谷川愛 |
| 23        | ジャパンウェー ラグビー日本代表・戦いの舞台裏          | 10月28日        | 放送センター          | 大沢たかお                       | |
| 24        | 初めての対面 引き裂かれた家族の70年                    | 11月4日         | 放送センター          | 久保田祐佳（放送C）              | |
| 25        | 虐待の過去を越えて〜児童養護施設 生い立ちと向き合う    | 11月11日        | 熊本局                | 國村隼                           | 国会中継未放送分の録画中継のため0:24-0:54に放送 |
| 26        | よみがえる記憶〜戦艦武蔵 知られざる悲劇〜              | 11月18日        | 長崎局                | 兼清麻美（放送C）                | ATPツアーファイナル中継のため当初0:50 - 1:20の予定だったが、試合延長のため0:58 - 1:28に放送                                                                                 |
| 27        | 私の“子どもたち”へ 宮城まり子88歳のメッセージ          | 11月25日        | 静岡局                | 柴田祐規子（静岡）               | 出演：宮城まり子（ねむの木学園園長） |
| 28        | どこまでも遠くへ〜義足のジャンパー 限界への挑戦〜      | 12月2日         |                       | 藤本隆宏                         | 出演：マルクス・レーム (en) |
| 29        | 少女たちの再出発 ヘイトスピーチを乗り越えて            | 12月9日         | 大阪局                | 一柳亜矢子                       | |
| 30        | 鬼怒川決壊・救出劇の真実                               | 12月16日        | 水戸局                | 大杉漣                           | |
| 31        | 自立の芽を育てる〜カンボジア地雷原からの報告〜         | 2016年 1月7日   |                       | 向井理                           | |
| 32        | 社員たちの原発事故/東京電力 復興本社                   | 1月14日         |                       | 高瀬耕造                         | |
| 33        | 大人になりたかった少年 作家・野坂昭如の“戦争”          | 2月3日          | 大阪局                | 一柳亜矢子・登坂淳一（朗読）     | この回を最後に NHKの男性アナウンサーのナレーション担当が全く無い状態が続いている。                                                                                          |
| 34        | 無様でいい もっと自由に ダンサー大前光市               | 2月10日         |                       | 高橋克典                         | |
| 35        | 奨学金 夢の実現なるか                                  | 2月17日         | 名古屋局              | 柴田祐規子（静岡）               | |
| 35        | バスドライバー 長野スキーバス事故から1か月             | 2月25日         | 長野局                | 杉本哲太                         | |
| 36        | 人生を取り戻してほしい 手の医者と患者の日々            | 3月3日          |                       | 木村多江                         | |
| 37        | 学校へ行きたい 子宮頸がんワクチンと少女たち            | 3月10日         | 大阪局                | 杉浦圭子（大阪）                 | |
| 38        | 科学者65歳研究室を出る 広島原爆 残された謎を追って     | 3月17日         |                       | 渡邊佐和子（放送C）              | |
| 39        | “いのちの交差点”に立つ ある救急医の闘い                | 3月24日         |                       | ayako HaLo                       | ここまで木曜0:10 - 0:40での放送 5月16日深夜（17日未明）に再放送を実施 |
| 40        | 沖縄 “移設先”の町で ある親子の選択                     | 4月9日          | 沖縄局                | 大沼ひろみ                       | ここから初回放送が土曜17:30 - 18:00に移動 |
| 41        | さらば砂防会館 権力と公共事業のはざまで                | 4月23日         |                       | 田中泯                           | 本来は4月16日に放送する予定だったが、当日未明に熊本で発生した地震に関する特別編成で休止したため1週延期となった 熊本地震に関するニュースのため17:31 - 18:00に1分縮小して放送 |
| 42        | 28歳 ちえみの“孫ターン”                                | 4月30日         | 徳島局                | 北乃きい                         | |
| 43        | 桜守 心をつなぐ 佐野藤右衛門 88歳の春                  | 5月7日          |                       | 井上あさひ（京都）               | |
| 44        | 中国人社長がやってきた 伊豆修善寺 “温泉ホテル”の9か月  | 5月28日         | 静岡局                | 吹越満                           | |
| 45        | 希望を歌った少女たち チェルノブイリ 合唱団の30年       | 6月4日          |                       | 塩田朋子                         | 7月11日深夜（12日未明）に再放送あり。 |
| 46        | 熊本地震2か月「密着 日赤こころのケアチーム」           | 6月11日         |                       | 渡邊佐和子                       | 2日連続放送 【キャスター】井上二郎 |
| 47        | 熊本地震2か月「災害ボランティア 手探りの支援」         | 6月12日         |                       | 渡邊佐和子                       | 2日連続放送 【キャスター】井上二郎 |
| 48        | 不屈の“人間力”で人工知能に挑む 山崎隆之八段            | 6月18日         |                       | 東出昌大                         | 再放送は大雨関連ニュースに伴っての「グッと!スポーツ」の1:25 - 2:00への繰り下げ放送及び直後の関連ニュースに伴い休止。                                                        |
| 49        | “医療的ケア児” 見過ごされた子どもたちを救え            | 6月25日         |                       | 柴田祐規子                       | |
| 50        | 岡田監督が社長になった                                 | 7月2日          |                       | ジョン・カビラ                   | 7月18日深夜（19日未明）に再放送を実施。 |
| 51        | それでも学びたい 中国・農民工の子どもたち              | 7月30日         |                       | 渡邊佐和子                       | 当初は7月9日に放送する予定だったが、プロ野球中継が延長したため休止となり、この日に延期となった。                                                                            |
| 52        | オバマと会った被爆者                                   | 8月6日          |                       | 伊東敏恵                         | |
| 53        | 光と影で描く戦争の記憶                                 | 8月20日         |                       | ミムラ                           | |
| 54        | 子どもたちに希望を “破綻のまち”夕張の挑戦              | 8月27日         |                       | 山根基世                         | |
| 55        | 奪われる故郷の墓 福島“加速化”する復興の陰で            | 9月3日          | 福島局                | 礒野佑子                         | 熊本放送局のみ特別編成による休止の為、この回は2日後の再放送を本放送扱いとして放送。                                                                                         |